# 内隐态度
内隐态度（Implicit attitude）是个体对事物所持的积极或消极的认知、情感或反应，由不自觉的以往经验归因于以往某一确定经验所引起。认知心理学和社会心理学中常用的内隐态度的定义来自 Greenwald 和 Banaji 的对内隐认知的相关概念的定义的样例（参阅内隐认知、内隐刻板印象和内隐自尊等该样例的例子）：
内隐态度是无法内省识别（或准确识别）的过去经验的痕迹，它调解着对社会上的事物喜欢或不喜欢的情感、认知和反应。
注意，态度和刻板印象是有区别的。态度是对社会事物的喜欢或不喜欢的宽泛的特征 (characteristic)，而刻板印象则是对个体的基于社会群体的喜欢或不喜欢的特征集合。

## 内隐态度的类别
Gawronski 等人 (2006) 的一项研究回顾提出了三种类别，这里内隐态度的类别是通过当前的间接测量方式而测量并且以对态度的意识的掩盖而定义的，这三种类别分别是，源意识、内容意识和内隐意识。 源意识大致可以描述为“对特定态度的起源的意识”（额外强调）。 内容意识区别于源意识在于其缺乏对态度的意识，而非仅仅只是起源。最后，个体即使意识到了态度及其起源，然而态度仍然在意识之外影响了其思考和行为，这就可以认为是内隐意识。

## 内隐态度的研究

### 早期对外显态度的关注
社会心理学领域的众多文献关注的是态度结构里的外显部分。直至近来，对态度的非意识报告的测量已远远落后于对外显态度的测量。这一点可以追溯到 20 世纪 90 年代中期的一份研究回顾，回顾发现在 1989 年发表的关于态度的研究中，大致九个实验范式中只有一个利用了态度的间接测量（需要内隐态度的贡献），而几乎全部的研究都使用了如自呈报告等的能为被试所清楚意识到的直接测量。

### 研究方法
在支持内隐态度在认知和行为上的存在和影响的文献中有大量的实验范式。以下是对一些范式的关于其适用条件和研究成果的简介和链接。（译注：以下仅仅是粗略的介绍，仅可作为听闻之用，若想稍有了解，或穷其细末，建议阅读相关文献。）

#### 内隐联系测验
內隱聯結測驗是一个基于反应时的对相关的两概念间联系紧密程度的一种测量。在实验任务中，被试需要对代表目标概念，诸如种族（白人、黑人），的词语或图片，和具有积极或消极效價的属性概念做出归类（通常是电脑屏幕左右方所提示的两个类别）。每个目标概念的类别将分别与积极或消极的属性概念相配对。对一种配对的更快的归类则表明该配对具有更强的联系或更容易被归在一起（例如，更快地对狗的概念与积极的概念的配对做出归类），因此就对此概念（狗）持相似的积极或消极的态度。 完整的 IAT 程序可以在 Project Implicit （页面存档备份，存于）（中国版演示测验 （页面存档备份，存于）；臺灣版範例測驗 （页面存档备份，存于）） 和 Inquisit （页面存档备份，存于） 站点里找到。
对内隐态度的 IAT 的研究揭示了与实验和基于人口研究相一致的在性别、种族和年龄方面的态度。一项最近的由 Project Implicit 的数据库得出的分析发现，在一个国际样本内，科学性别刻板印象可以预测不同国家的在与性别有关的数学和科学的成就上的差异。

#### 顺序启动任务
顺序启动任务 (Sequential Priming Task)（也称情感启动任务 (Affective Priming Task)）由 Fazio 等人于 1986 年提出，是另一种基于反应时的测量范式，通过测量被试多快才能认出刺激形容词的积极或消极的含义。 所使用的由被试所归类的在含义上具有强烈的积极或消极的性价的形容词将用于态度启动阶段。在这些启动词之后，被试需要根据诸如“好”或“坏”的简单判断对目标词做出归类。 若启动词与目标词具有相同的性价，则其将促进被试对目标词的归类（反应速度）。这即是说，若一个具有积极性价的启动词加速了被试对目标词的反应，则被试对该目标词持有较为积极的内隐态度。
顺序启动任务范式常用于饮食和对食物的态度方面的研究。 临床研究上，该范式常用于研究被诊断出有诸如神经性食欲缺乏等饮食失调者的态度。 与这里所列的其他范式一样，顺序启动任务范式也用于刻板印象效果的测量，包括对刻板印象缓解治疗的效力的测量。

#### 语义启动任务
在由 Wittenbrink 等人 (1997) 提出的语义启动任务 (Semantic Priming Task) 范式中，将快速呈现给被试一个对意识而言时间极短的启动词（见阈下刺激）。启动词由代表问卷中的概念的两组词组成（即如黑人的名字和白人的名字）。然后被试需要完成词汇判断任务 (Lexical Decision Task, LDT)，判断目标刺激是否为词。目标刺激由具有明确积极或消极性价的词所组成。若积极性价的目标词在其中一组启动词（如黑人的名字）下反应较快，则表明对该组启动词持有积极的态度。

#### 外在情感性西蒙任务
在由 De Houwer (2003) 提出的外在情感性西蒙任务 (Extrinsic Affective Simon Task, EAST) 中，被试需要对由词构成的或含积极或含消极，以彩色、黑白或两种不同的色彩的形式呈现的刺激做出归类。 当词以黑白呈现时，被试需要依据词义的积极或消极的性价来做出归类。当词以彩色呈现时，被试需要依据色彩，而忽略词义来做出归类。当被试对该词具有积极的内隐态度的彩色的词呈现时，若归类的正确率和速度得到提升，则反应相似于对有明显积极性价的黑白词的反应。完整的示例可以在下方的外部链接中找到。
EAST 曾用于有特殊恐怖症或焦虑症的个体的态度的研究。 此外，该测验近来也用于成瘾者对酒精的内隐态度的测量；并被评价为在物质滥用问题上有高的相关预测值。

#### 反应/不反应联系任务
实际上，反应/不反应联系任务 (Go/No-go Association Task, GNAT) 看起来很像内隐联系任务 (IAT)，均是要求被试对目标概念（如种族的白人或黑人的名字）和有明显积极或消极性价的属性词语做出归类。被试需要对所呈现的刺激做出反应 (go) 或不做出反应 (no-go)。在测验中，被试需要对一类目标概念（白人或黑人）和具有积极或消极性价的属性词语做出反应，配对随后会反置过来，即目标概念会与此前相反的属性词语相配对。当与积极性价的属性词语相配对时，较之消极的属性词语，较快的反应和较高的正确率则意味着较强的联系，即对目标概念（白人或黑人）持较为积极的态度。 完整的 GNAT 示例可以在下方的外部链接中找到。
与 EAST 类似，GNAT 不仅用于刻板印象和种族歧视的研究也用于测量被诊出有急性恐惧症者的恐惧联系。

#### 情感错误归因程序
情感错误归因程序 (Affect Misattribution Procedure, AMP) 是一种依据被试对中性的刺激作出评价而非基于反应时或正确率的对内隐态度的间接测量。程序中，首先呈现给被试一个时间极短的或阈下的刺激（通常是图片或词语），该刺激可能诱发积极的或消极的态度。然后，给被试呈现一个中性的刺激（通常都是中国的象形文字），要求被试在避免启动刺激的影响下，评价其较于一般刺激而言看起来更令人愉悦或不愉悦的程度。程序中，由启动刺激所诱发的积极的或消极的情感，将被错误地归因为或投射在中性的刺激之上，此中性的刺激被评价上较单独呈现时更令人愉悦或不愉悦的情感。 评价为更愉悦的中性刺激表明此前的启动刺激的概念具有积极的性价。AMP 程序的完整示例可以在下方的外部链接中找到。
AMP 曾用于研究对政治候选人的态度，并被证明在预测选举行为上很是有效。 同样，该程序也常用于物质使用方面的研究，例如，吸烟者和非吸烟者对香烟的态度，酗酒者对酒精的态度等。

## 参阅
- 態度 (心理學)
- Emotional baggage
- Exposure effect (mere exposure effect)
- Halo Effect
- Implicit cognition
- 内隐自尊
- Implicit stereotypes
- Implicit Association Test
- Lexical decision task
- 認知偏誤列表
- 促發 (心理學)
- Valence (psychology)